# Viandante, se giungi a Spa...
Viandante, se giungi a Spa... (Wanderer, kommst du nach Spa…) è un racconto breve dell'autore tedesco Heinrich Böll.
Il racconto narra la storia di un soldato della seconda guerra mondiale gravemente ferito, trasportato in barella nel suo vecchio liceo, che aveva lasciato solo tre mesi prima e che serve ora da infermeria militare. Gradualmente il soldato si rende conto di dove si trova, ma tenta di negarlo a sé stesso nel corso di un lungo monologo interiore nonostante gli ritornino in mente via via vari particolari del vecchio liceo. Alla fine del racconto, nella sala da disegno dove deve essere operato, il giovane trova una prova inequivocabile che si tratti proprio della sua vecchia scuola: riconosce la propria grafia in un pezzo di frase scritto sulla lavagna ("Viandante, se giungi a Spa...").
Il racconto è stato pubblicato per la prima volta nel 1950 come racconto di testa dell'omonima raccolta, apparsa presso l'editore Friedrich Middelhauve. Oggi Viandante, se giungi a Spa... è considerato uno dei racconti più noti di Böll, oltre che della cosiddetta "Letteratura delle macerie".

## Trama
All'inizio del racconto il narratore si trova in auto e viene trasportato attraverso una città in fiamme non identificata. Così come la tratta già percorsa, nemmeno la durata del viaggio è chiara. Il protagonista viene portato in un lazzaretto provvisorio situato all'interno di una scuola. Il percorso attraverso i corridoi e le scalinate viene descritto in maniera estremamente accurata dal narratore, che viene trasportato su una barella e a cui ogni cosa appare incredibilmente familiare, benché rifiuti di riconoscere la scuola come la sua e attribuisca tutto alla febbre e ai dolori che lo attanagliano. L'io narrante arriva addirittura a formulare l'ipotesi che forse tutte le scuole sono costruite e arredate allo stesso modo, cosicché non sarebbe sorprendente che gli sembri di riconoscere ogni quadro e ogni insegna sulle porte delle aule.
Nell'aula in cui attende il medico chiede a un commilitone dove si trovi: così scopre di essere davvero a Bendorf, sua città natale, ma non è ancora certo di trovarsi proprio nel liceo intitolato a Federico il Grande che ha frequentato per 8 anni. Questa domanda è affiancata da un'altra circa l'entità delle ferite riportate. La risposta ad entrambe le domande giunge quasi contemporaneamente: su una lavagna è ancora leggibile, nella sua grafia e scritto in caratteri eccessivamente grandi (cosa che aveva provocato la rabbia dell'insegnante di disegno), la citazione incompleta "Viandante se giungi a Spa..." (in tedesco "Wanderer, kommst du nach Spa…") Subito dopo aver verificato l'effettivo luogo della sua degenza arriva la scoperta della propria condizione: ha perso entrambe le braccia e gli rimane una sola gamba. Il pompiere che si è occupato di lui fino all'arrivo del medico è il vecchio custode della sua scuola, con il quale durante la ricreazione era solito bere latte, e con
si conclude la narrazione.
Il protagonista, da poco uscito dalla guerra, non solo è tornato nei luoghi della sua infanzia, ma si ritrova nella condizione di un impotente lattante (è lui stesso a paragonare il suo riflesso sulla superficie di una lampadina ad un embrione). Si rende conto che sta per morire, ma senza saperne il perché. Anche se il racconto è scritto al passato, come se venisse narrato a posteriori, non è dato sapere se la figura narrante è sopravvissuta alle ferite.

## Titolo
Il titolo è ripreso direttamente dalla traduzione ad opera di Schiller di un distico del poeta greco Simonide scritto per commemorare la battaglia delle Termopili:
Questi versi, nell'originale in greco antico, sono incisi su una lapide commemorativa per gli Spartani caduti durante la difesa delle Termopili contro i Persiani (nel 480 a.C.). La frase esalta originariamente la morte per la patria nel corso di una guerra difensiva.
La scelta di un simile motto nella lezione di disegno del protagonista non è scelta casualmente come esercizio di scrittura, ha al contrario la funzione di preparare i giovani uomini alla morte in guerra. Non solo la citazione, ma anche l'arredamento complessivo della scuola testimoniano che lo scopo educativo del liceo in questione non era più meramente "umanistico". Accanto a dipinti decorativi raffiguranti fregi del Partenone e dello Spinario il ferito riconosce un quadro raffigurante la vita coloniale in Togo, mentre tra i ritratti dei filosofi dell'antichità fanno capolino anche esempi dell'ideologia nazionalsocialista della razza.
Il titolo si riferisce anche alla città belga di Spa, in cui alla fine della prima guerra mondiale si trovava il quartier generale tedesco e in cui l'imperatore Guglielmo II fu costretto ad abdicare. In tal modo il titolo richiama anche l'attenzione sulle vittime della precedente guerra e sulla ripetizione degli avvenimenti di guerra.

## Edizioni italiane
- Viandante, se giungi a Spa..., trad. e Introduzione di Italo Alighiero Chiusano, Milano, Mondadori, 1987.